# شهرستان پلاسکی (ویرجینیا)
شهرستان پلاسکی، ویرجینیا (به انگلیسی: Pulaski County, Virginia) یک سکونتگاه مسکونی در ایالات متحده آمریکا است که در ویرجینیا واقع شده‌است.

## خصوصیات
شهرستان پلاسکی ۸۵۴٫۷ کیلومترمربع مساحت دارد.